# Руины Нии
Руины Нии (кит. 尼雅遗址, Níyǎ Yízhǐ) ― место археологических раскопок, расположенное в ок. 115 км к северу от современного города Ния на южном краю Таримской впадины в Синьцзян-Уйгурском автономном районе Китая. Древнее место было известно издревле на языке местных жителей как «Кадота» (Caḍ́ota) и на китайском языке во времена династии Хань ― как «Цзинцзюэ». На месте раскопок были обнаружены многочисленные древние артефакты. 
Ния некогда была крупным торговым центром в оазисе на ветке Великого шёлкового пути в южной части пустыни Такла-Макан. В древние времена здесь проходили верблюжьи караваны, перевозившие товары из Китая в Среднюю Азию. 

## История
В Ханьшу упоминается независимое оазисное государство под названием Цзинцзюэ, которое обычно отождествляется с Нией. 
Ния стала частью царства Лоулань в III веке н. э. К концу IV века она перешла под китайский сюзеренитет, а позже была завоевана Тибетом.

## Раскопки
В 1900 году венгерский этнограф Аурель Стейн отправился в экспедицию в западный Китай и пустыню Такла-Макан. В Ние он раскопал несколько групп древних жилищ и нашёл сотню деревянных табличек, написанных в 105 г. н. э. На этих табличках были обнаружены глиняные печати, они содержали официальные приказы и письма, написанные на кхароштхи ― раннем индийском письме, датируемом временами Кушанского царства. Среди прочих находок были монеты и документы, относящиеся к династии Хань, римские монеты, древняя мышеловка, трость, часть гитары, смычок в рабочем состоянии, резной табурет, богато расшитый коврик и другие фрагменты текстиля, а также многие другие предметы домашнего обихода, такие как деревянная мебель с искусной резьбой, керамика, китайская плетёная и лаковая посуда. Аурель Стайн всего посетил Нию четыре раза в период с 1901 по 1931 год.
Официальное одобрение совместных китайско-японских археологических раскопок на месте было дано в 1994 году. В настоящее время исследователи обнаружили останки человеческого жилья, в том числе около сотни жилищ, мест захоронений, навесов для животных, садов и сельскохозяйственных полей. Они также нашли в жилищах хорошо сохранившиеся орудия труда, такие как железные топоры и серпы, деревянные дубинки, керамические урны и банки с консервированными посевными культурами. Найденные там человеческие останки послужили отправной точкой для предположений о происхождении этих народов. 
Некоторые археологические находки на руинах Нии находятся в Токийском национальном музее. Другие являются частью коллекции Стейна в Британском музее, Британской библиотеке и Национальном музее в Нью-Дели. 
Древние тексты указывали на некоторые имена царей.